# Waldweiher (Dietramszell)
Der Waldweiher ist ein 7,4 Hektar großer künstlich angelegter See südöstlich des Klosters Dietramszell im Gemeindegebiet von Dietramszell.
Er liegt inmitten der ehemaligen Klosterwaldungen, dem Zeller Wald, nur über Forstwirtschaftswege erreichbar. Der Waldweiher liegt 692 m ü. NN, misst an der breitesten Stelle 250 m und ist 450 m lang. Er befindet sich im Besitz der Familie von Schilcher; Mathias von Schilcher, ein führender Forstmann in der damaligen Staatsverwaltung, ersteigerte 1804 nach der Säkularisation in Bayern den Dietramszeller Sonnenhof zusammen mit den umliegenden Wäldern, Teilen der säkularisierten Klostergebäude und dazugehörigen Gehöften. Da der Weiher auf den ältesten Messtischblättern aus den Jahren 1817 bis 1841 (Maßstab 1:25.000) noch nicht eingezeichnet ist, wurde er nach diesem Datum angelegt. Zurzeit ist der Weiher an den Fischereiverein Holzkirchen verpachtet.

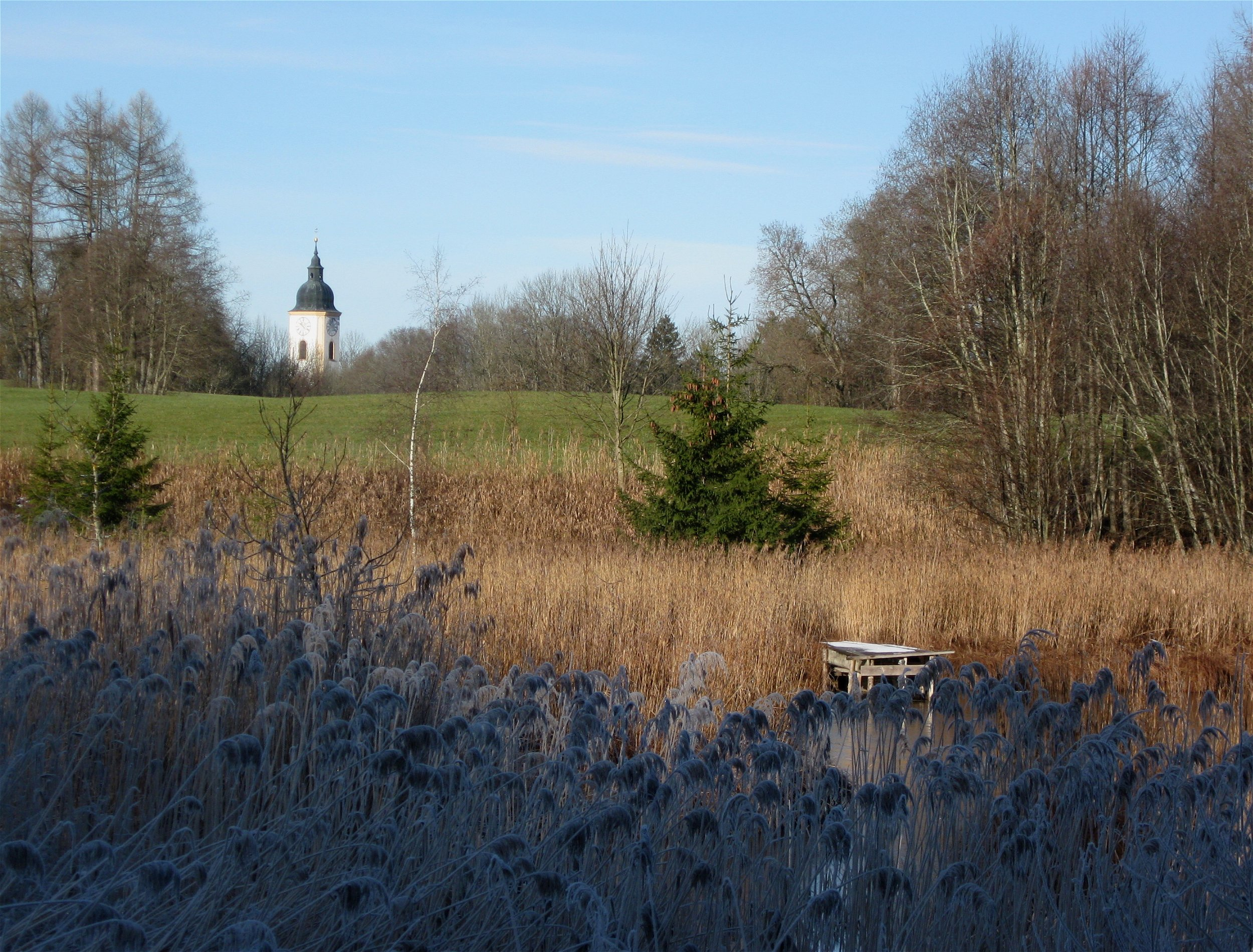
Turm der Pfarrkirche vom Waldweiher aus gesehen

Hinter einem Hügel ist in ca. 800 m der Turm der ehemaligen Klosterkirche und heutigen Pfarrkirche Mariä Himmelfahrt zu sehen.
Der Weiher war in den 1980er-Jahren Drehort der Folge „Der Geist des Wassers“ der Kinderserie „Meister Eder und sein Pumuckl“.
Nachdem der nahegelegene Sonnenhof das fiktive Forsthaus Falkenau in der gleichnamigen ZDF-Serie darstellte, wurde auch der Waldweiher zum häufigen Drehort der ersten 17 Staffeln.